# Saccheggio di Malines
Il saccheggio di Malines fu un evento della guerra degli ottant'anni avvenuto il 2 ottobre 1572 nel quale la città di Malines venne conquistata dall'esercito spagnolo e brutalmente saccheggiata.

## Antefatto
Nella primavera e nell'estate del 1572, molte città dei Paesi Bassi passarono sotto il controllo di Guglielmo d'Orange che supportava i ribelli olandesi, ma altre tennero atteggiamenti più cauti verso i rivoltosi. Malines aveva aperto i suoi cancelli alle truppe di Guglielmo il 31 agosto. Guglielmo continuò la sua avanzata verso Mons, ma lasciò a Malines una guarnigione al comando di Bernard van Merode.
Il 21 settembre, Guglielmo venne costretto a ritirarsi in Olanda trovandosi di fronte un grande esercito spagnolo comandato dal duca d'Alba. Il generale in capo delle truppe spagnole era intenzionato quindi a riprendere il controllo di tutte le città a sud e decise di prenderne una ad esempio. Egli ordinò a suo figlio Fadrique Álvarez de Toledo di punire la città di Malines per aver dato ospitalità e aver rifocillato le truppe ribelli. Saccheggiando questa ricca città, inoltre, il duca acquietò le proprie truppe che da lungo tempo non ricevevano una paga adeguata.

## Il sacco di Malines
Quando Bernard de Merode seppe che le forze spagnole si stavano avvicinando a Malines, coi suoi uomini decise di lasciare la città. La popolazione locale, in prevalenza cattolica, accolse gli spagnoli cantando salmi di penitenza in gesto di resa. Malgrado ciò, Fadrique Álvarez de Toledo lasciò che le sue truppe si dedicassero pre tre giorni al saccheggio della città. Il duca d'Alba riportò poi a Filippo II di Spagna come "nessun chiodo fosse stato lasciato al muro" in città dopo il passaggio delle truppe spagnole.
Nel suo Histories of the United Netherlands (1728), il teologo e storico protestante Jean Leclerc scrisse a tal proposito:

## Conseguenze
Il sacco di Malines ebbe l'effetto desiderato dagli spagnoli: tutte le città del Brabante si arresero immediatamente alle truppe del duca d'Alba senza opporre resistenza. L'esempio successivo fu il saccheggio di Zutphen il 15 novembre successivo.